# Ostein (Adelsgeschlecht)

Stammwappen derer von Ostein

Ostein ist der Name eines alten oberrheinisch-elsässischen Adelsgeschlechts. Die Herren von Ostein gehörten zum oberelsässischen Uradel mit Stammsitz auf der Motte Ostein bei Issenheim. Sie gelangten später vor allem im Rheingau zu Besitz und Ansehen, wurden 1712 in den Grafenstand erhoben und gelangten mit dem Erbe der reichsunmittelbaren Herrschaft Myllendonk 1732 auch zur Reichsstandschaft und damit in den Hochadel. Sie stellten einen Fürstbischof von Basel und einen Kurfürst-Erzbischof von Mainz. 1809 erlosch das Geschlecht im Mannesstamm.

## Geschichte

### Herkunft
Der erste Angehörige des Geschlechts erscheint im Jahre 1135 als Ministerialer des Klosters Murbach. Nach Kneschke gehört auch Petrus von Ostein zur Familie, er wurde 1429 zum gefürsteten Abt des Klosters Murbach erwählt.
Die Stammreihe beginnt mit Johann Jacob von Ostein, fürstlich murbachscher Rat und Oberamtmann zu Gebweiler, der ab 1579 urkundlich erscheint. Ostein (auch Schloss, Burg oder Motte Ostein), der gleichnamige Stammsitz des Geschlechts, liegt unweit von Rufach und Issenheim im Oberelsass.

### Ausbreitung
Bis zur Mitte des 16. Jahrhunderts blieb das Geschlecht im Einflussbereich von Murbach und der benachbarten Herrschaften. Später wurden Angehörige der Ostein Mitglieder in den Domkapiteln von Würzburg, Bamberg, Augsburg, Eichstätt, Basel und Comburg. Ende des 18. Jahrhunderts gehörten die Herren von Ostein zur Reichsritterschaft im rheinischen Ritterkreis. Bereits um 1700 waren sie schon im Ritterkanton Odenwald des fränkischen Ritterkreises immatrikuliert. 1696 war der würzburgische Domherr Johann Heinrich von Ostein wegen des 1694 erworbenen Ebersberg, das allerdings 1698 wieder verkauft wurde, Mitglied im Ritterkanton Kocher des schwäbischen Ritterkreises.
Johann Heinrich von Ostein starb 1646 als Bischof von Basel, ein Amt, das er seit 1628 ausübte. Sein Bruder Johann Theobald von Ostein (* 1587; † 1651) war Obervogt der Herrschaft Birseck. Johann Jacob von Ostein († 1664), ein Neffe von Johann Heinrich, wurde fürstlich baselscher Geheimrat und Landhofmeister zu Pruntrut. Dessen Sohn Johann Franz Sebastian von Ostein (* 1652; † 1718) wurde am 22. Dezember 1711, dem Krönungstag von Kaiser Karl VI., zu Frankfurt am Main zum Ritter des Heiligen Römischen Reiches geschlagen und 1712 in den Reichsgrafenstand erhoben. Er heiratete 1687 Anna Charlotte Gräfin von Schönborn (* 1671; † 1746). Aus der Ehe gingen unter anderen die Grafen Johann Friedrich Carl und Johann Franz Heinrich Carl hervor.

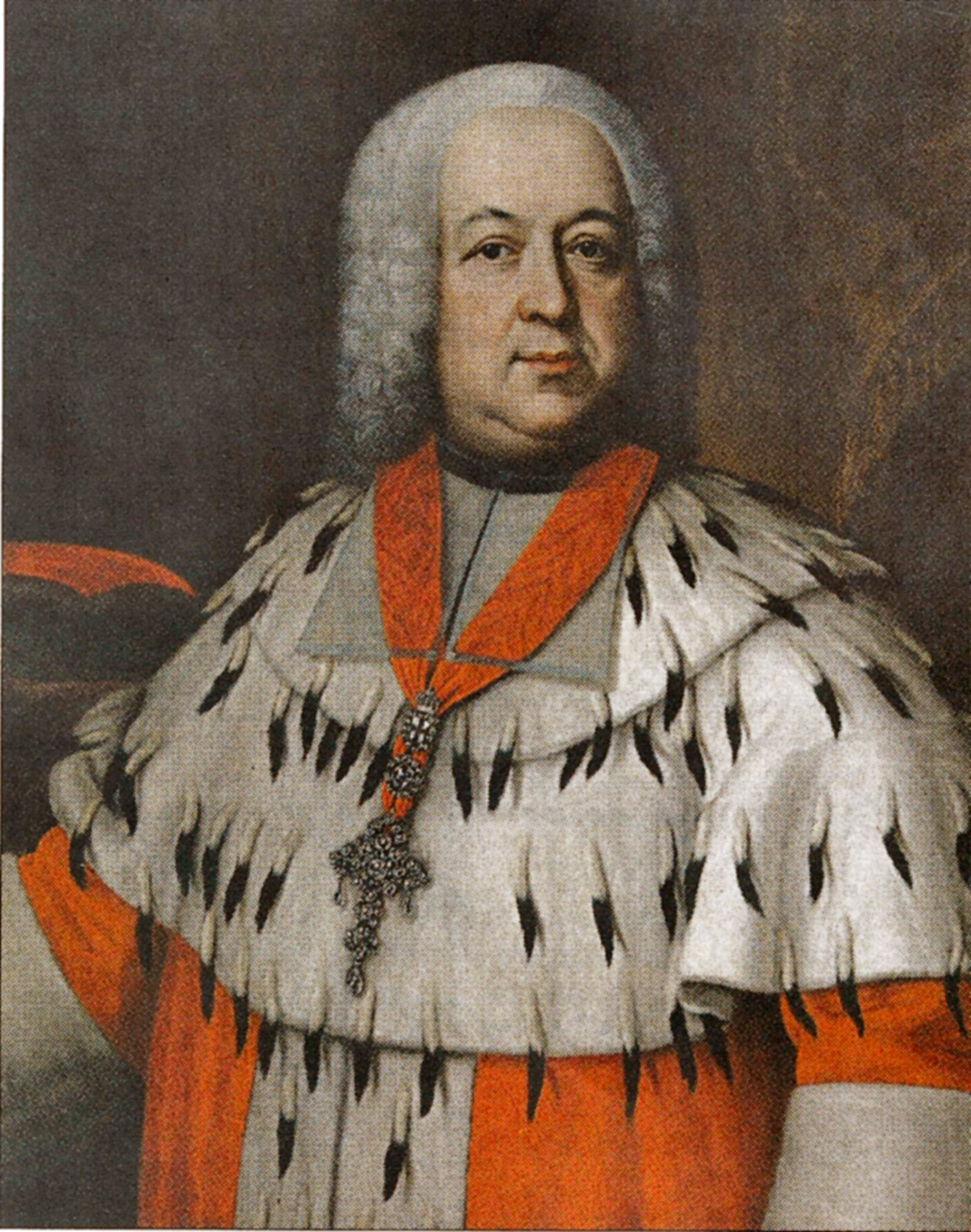
Johann Friedrich Karl von Ostein (1689–1763), Erzbischof und Kurfürst von Mainz, Bischof von Worms

Johann Friedrich Carl Graf von Ostein (1689–1763) starb 1763 als Kurfürst von Mainz. Seit 1743 Erzbischof von Mainz, wurde er 1756 auch zum Bischof von Worms erwählt. Sein Bruder Johann Franz Heinrich Carl Graf von Ostein (* 1693; † 1742) war kaiserlicher Wirklicher Geheimer Rat, Gesandter am kaiserlich russischen und am königlich englischen Hof und ab 1741 Reichshofratspräsident. Er konnte den Familienstamm fortsetzen. Aus seiner 1732 geschlossenen ersten Ehe mit Maria Anna Johanna Gräfin von Berlepsch (* 1707; † 1737), verwitwete Gräfin von Berlepsch und Erbin von Myllendonk, stammte neben einer Tochter auch ein Sohn.
Die Tochter Gräfin Maria Charlotte (* 1733) vermählte sich 1755 mit Carl Friedrich Graf von Hatzfeld (* 1718; † 1793), dem österreichischen Staatsminister. Sohn Johann Friedrich Carl Maximilian Graf von Ostein (* 1735), Herr auf Maleschau und Suchdol im Königreich Böhmen, zu Datschitz und Markuretz in der Markgrafschaft Mähren und Besitzer der freien Reichsherrschaft Myllendonk bei Gladbach am Rhein, wurde kaiserlicher und Kurmainzer Geheimrat und Kämmerer. Er heiratete 1759 Ludovike Charlotte Freiin Kämmerin von Worms, genannt von Dalberg. Mit seinem Tod 1809 erlosch das Geschlecht im Mannesstamm.

### Standeserhebungen
Die Brüder Johann Friedrich Carl, zunächst kurfürstlich Mainzer Geheimrat, Domkustos in Mainz, Propst zu Frankfurt und späterer Erzbischof und Kurfürst von Mainz, Ludwig Carl Johann Eckenberth, kurfürstlich Mainzer und bischöflich Bamberger Geheimrat und Kammerpräsident, Heinrich Carl, kaiserlicher Kämmerer und Reichshofrat, Johann Franz Wolfgang Damian, Domkapitular in Bamberg, Lothar Johann Hugo Franz, bischöflich Eichstätter Geheimrat und Domkapitular und Ludwig Wilhelm Johann Maximilian von Ostein, kurfürstlich Mainzer Kämmerer wurden am 8. Dezember 1712 in den Reichsgrafenstand mit der Anrede Hoch- und Wohlgeboren erhoben.
1766 erhielt Johann Friedrich Carl Maximilian Graf von Ostein wegen des Besitzes der Herrschaft Myllendonk die Reichsstandschaft im westfälischen Reichsgrafenkollegium mit Sitz und Stimme auf den Reichstagen.

## Besitzungen

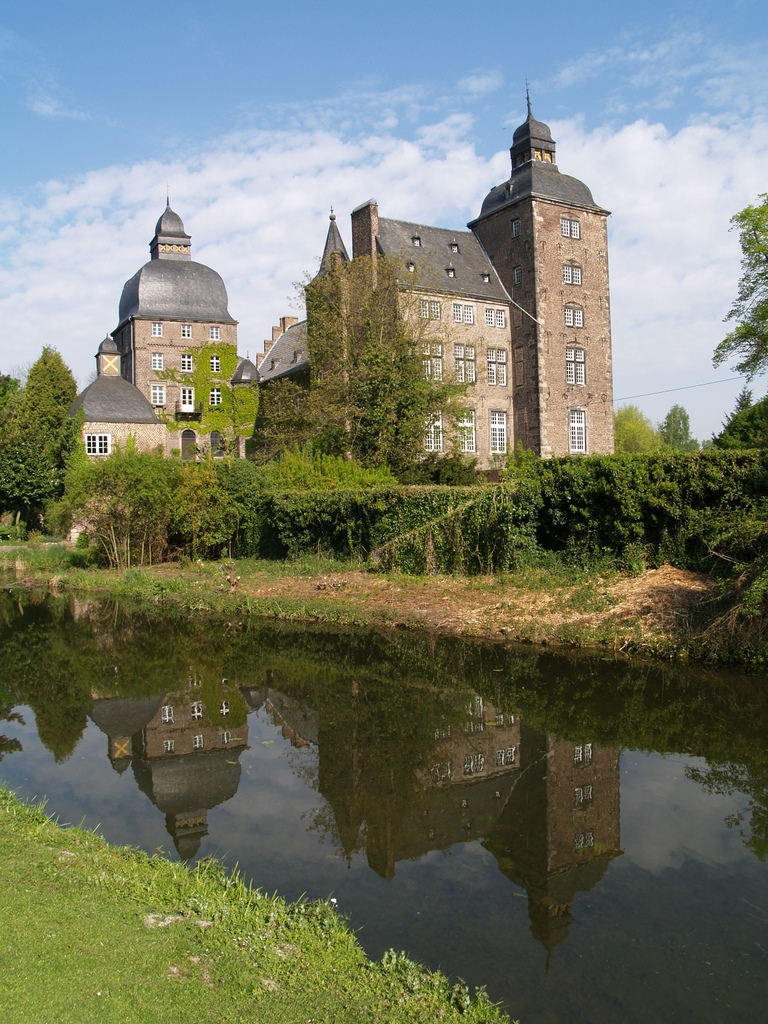
Schloss Myllendonk

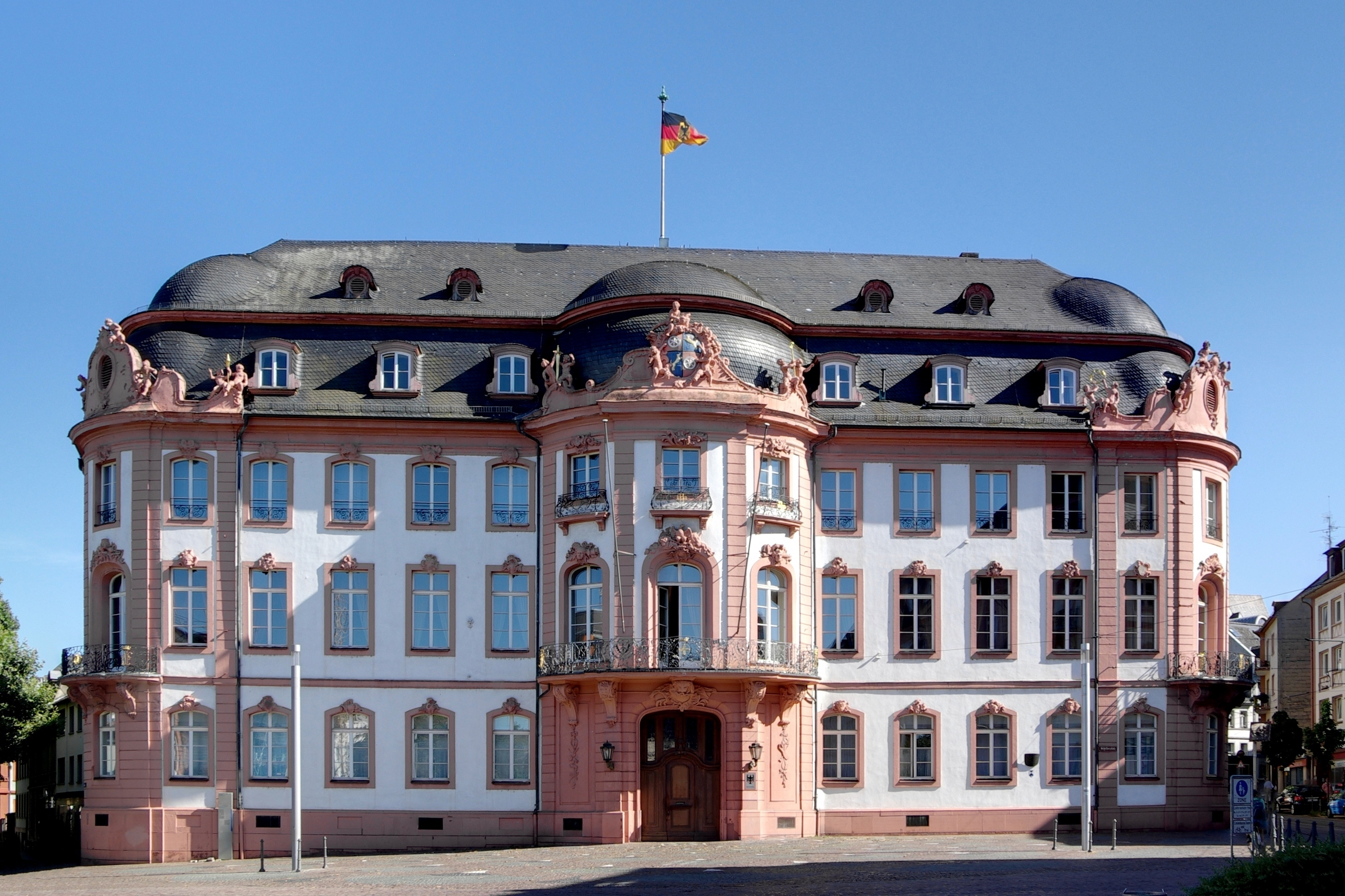
Der Osteiner Hof in Mainz, errichtet 1747–1752 für Franz Wolfgang, Bruder des Kurfürst-Erzbischofs Johann Friedrich Carl

- Schloss Myllendonk am Niederrhein kam 1732 durch Heirat des Johann Franz Heinrich Carl Graf von Ostein (* 1693; † 1742) mit Maria Anna Johanna Gräfin von Berlepsch (* 1707; † 1737) an die Familie der Grafen von Ostein (bis 1794). Diese erhielten als Ausgleich für den linksrheinischen Verlust laut § 24 des Reichsdeputationshauptschlusses vom 25. Februar 1803 das säkularisierte Kloster Buxheim (auch Abtei bzw. Kartause Buxheim genannt).[4] Es blieb bis zum Tod des letzten Grafen von Ostein, Johann Friedrich Karl Maximilian Amor Maria, 1809 im Familienbesitz und ging dann über in das Eigentum der Grafen Waldbott von Bassenheim.
- Der Osteiner Hof in Mainz. Gedachter Familiensitz der Grafen von Ostein, Bauherr war Johann Franz Wolfgang Damian von Ostein.
- Der Bassenheimer Hof in Mainz. Ursprünglich Witwensitz der Schwester des Kurfürsten Johann Friedrich Karl von Ostein.
- Oberamtmannhaus in Amorbach, damals Dienstsitz in Amorbach von Johann Franz Wolfgang Damian von Ostein, heute fürstlich leiningsche Residenz.
- Schloss Ebersberg in Württemberg ging 1694 an Johann Heinrich von Ostein. Nach dessen Tod veräußerte die Familie das Schloss bereits vier Jahre später an das Kloster Schöntal.
- Der Ostein-Riedheim-Hof in Eichstätt, 1730 als Domherrenhof für Lothar Johann Hugo Franz von Ostein errichtet.
- Im Eichsfeld die Sommerresidenz des Kurfürsten Schloss Bischofstein und nach 1751 die Tastungischen Lehnsgüter in Bernterode.
- Das Palais Ostein in Geisenheim, eine von 1766 bis 1771 errichtete hufeisenförmige Anlage und Sommerresidenz des letzten Grafen von Ostein, Johann Friedrich Karl Maximilian Amor Maria Graf von Ostein. Das Mittelteil wurde bereits 1811 wegen Erbstreitigkeiten abgerissen. Heute wird das Palais mit dem sich anschließenden Eberbacher Hof und dem Kronberger Hof vom Sankt Ursula Gymnasium genutzt.
- Das 1764 von ebendiesem letzten Grafen auf dem Niederwald bei Rüdesheim erbaute Jagdschloss Niederwald, jetzt als Hotel und Restaurant genutzt.

## Wappen

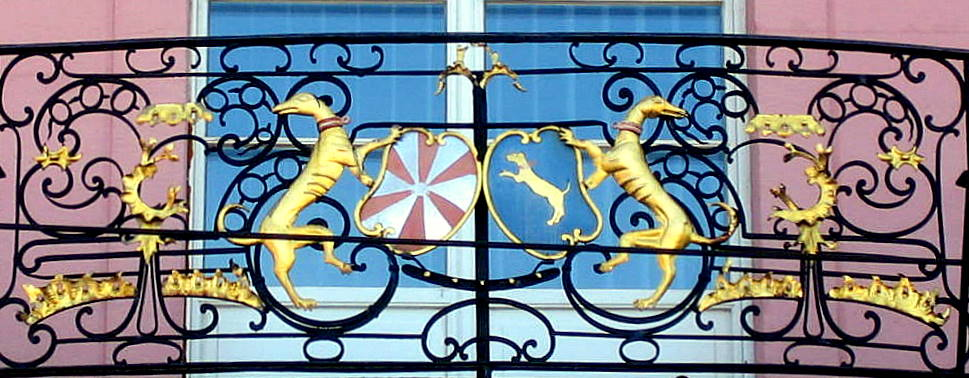
Allianzwappen der Familien Waldbott von Bassenheim und Ostein am Bassenheimer Hof. Als Schildhalter der Osteiner Windhund

Das Stammwappen zeigt in Blau einen springenden rotbezungten goldenen Windhund mit beringtem silbernen Halsband. Auf dem Helm mit blau-goldenen Helmdecken der Windhund wachsend.
Historische Darstellungen zeigen auch rot-silberne Helmdecken.

## Namensträger
- Johann Heinrich von Ostein (1579–1646), Fürstbischof von Basel
- Johann Friedrich Karl von Ostein (1689–1763), Kurfürst und Erzbischof von Mainz und Bischof von Worms
- Johann Franz Heinrich Carl von Ostein (1693–1742), Jurist, Reichshofratspräsident, Geheimer Rat und Gesandter
- Johann Franz Wolfgang Damian (1694–1778), Kurmainzer Oberamtmann, Reichsgraf, Domkapitular in Bamberg
- Lothar Johann Hugo Franz von Ostein (1695–1759), Geheimer Rat, Domherr in Eichstätt und Augsburg, Probst von St. Moritz
- Johann Philipp Karl Franz (1697–1719), Domherr zu Trier und Lüttich
- Ludwig Wilhelm Johann Maximilian (1705–1757 in Wien), Befehlshaber der Mainzer Kavallerie, Geheimrat, Generalfeldmarschallleutnant
- Johann Friedrich Karl Maximilian von Ostein (1735–1809), letzter Graf von Ostein